# یواس‌اس کاول (دی‌دی-۱۶۷)
یواس‌اس کاول (دی‌دی-۱۶۷) (به انگلیسی: USS Cowell (DD-167)) یک کشتی بود که طول آن ۹۵٫۸۳ متر (۳۱۴٫۴ فوت) بود. این کشتی در سال ۱۹۱۸ ساخته شد.